# Berlin-Zehlendorf
Berlin-Zehlendorf  est un quartier de Berlin dans l'arrondissement de Steglitz-Zehlendorf. Pendant la séparation de la ville, ce quartier faisait partie du l'ancien district de Zehlendorf, situé à Berlin-Ouest.

## Population
Le quartier comptait 60 234 habitants le 1er janvier 2017 selon le registre des déclarations domiciliaires, c'est-à-dire 3 199 hab./km2.